# Jan Koukal (sportovec)
Jan Koukal (* 20. června 1983, Praha) je český squashista, člen klubu Buldoci Praha. Jeho trenéry jsou Michael Fitteni a Antonín Felfel. Sám Koukal je příznivcem sportovního klubu SK Slavia Praha.

## Úspěchy
V roce 2017 vyhrál 18. titul mistra České republiky. Poprvé vyhrál v roce 1999. Od té doby vyhrál každé mistrovství republiky s výjimkou roku 2009, kdy prohrál v semifinále.
Jan Koukal je dále vicemistr Evropy 2005, vítěz 29 turnajů PSA , mistr ČR v mužské čtyřhře 2005, akademický mistr ČR 2005, semifinalista ME 2006. Je také devítinásobným mistrem ČR družstev s týmem SC Strahov a dvojnásobným mistrem ČR družstev s týmem SK Slovan Brno. V současnosti je na 97. místě žebříčku PSA.
Úspěchy sbíral již jako junior – trojnásobný vítěz evropského juniorského okruhu do 19 let, bronzový medailista z ME juniorů do 19 let v roce 2003, MČR do 12 let, trojnásobný MČR do 14 let, trojnásobný MČR do 16 let, MČR do 17 let, pětinásobný mistr ČR do 19 let.

## Soukromý život
Je také členem týmu Real TOP Praha, v jehož dresu se zúčastňuje charitativních zápasů a akcí.